# Futbol'nyj Klub Tambov 2020-2021
Questa voce raccoglie le informazioni riguardanti il Futbol'nyj Klub Tambov nelle competizioni ufficiali della stagione 2020-2021.

## Stagione
La squadra finì ultima in classifica, retrocedendo.

## Rosa
| N. |                        | Ruolo | Calciatore          |
| -- | ---------------------- | ----- | ------------------- |
| 2  | Russia (bandiera)      | D     | Moris Nusuyev       |
| 3  | Russia (bandiera)      | D     | Aleksandr Denisov   |
| 4  | Moldavia (bandiera)    | C     | Catalin Carp        |
| 5  | Russia (bandiera)      | C     | Aleksandr Erkin     |
| 7  | Russia (bandiera)      | C     | Azer Aliev          |
| 8  | Bielorussia (bandiera) | C     | Dmitriy German      |
| 9  | Russia (bandiera)      | A     | Artem Arkhipov      |
| 10 | Russia (bandiera)      | A     | Evgeniy Chabanov    |
| 13 | Russia (bandiera)      | D     | Vitaliy Shakhov     |
| 14 | Russia (bandiera)      | C     | Yuriy Bavin         |
| 17 | Georgia (bandiera)     | D     | Zurab Gigashvili    |
| 18 | Russia (bandiera)      | A     | Kirill Klimov       |
| 19 | Russia (bandiera)      | A     | Anton Terekhov      |
| 23 | Russia (bandiera)      | A     | Vladislav Karapuzov |
| 24 | Nigeria (bandiera)     | C     | Lawrence Nicholas   |
| 26 | Tagikistan (bandiera)  | D     | Farkhod Vasiev      |
| 30 | Bielorussia (bandiera) | P     | Rodion Syamuk       |
| 31 | Russia (bandiera)      | C     | Nikita Drozdov      |
| 35 | Russia (bandiera)      | P     | Vitaliy Sychev      |
| 37 | Russia (bandiera)      | A     | Roman Minaev        |
| 55 | Russia (bandiera)      | D     | Ilya Martynov       |
| 77 | Russia (bandiera)      | A     | Said-Ali Akhmaev    |
| 81 | Russia (bandiera)      | C     | Vladimir Kabakhidze |
| 87 | Russia (bandiera)      | C     | Tigran Avanesyan    |
| -  | Russia (bandiera)      | P     | Nikita Chagrov      |

| N. |                        | Ruolo | Calciatore            |
| -- | ---------------------- | ----- | --------------------- |
| -  | Russia (bandiera)      | P     | Sergey Ryzhikov       |
| -  | Armenia (bandiera)     | D     | Varazdat Haroyan      |
| -  | Russia (bandiera)      | D     | Aleksey Gritsaenko    |
| -  | Russia (bandiera)      | D     | Evgeniy Shlyakov      |
| -  | Ucraina (bandiera)     | D     | Oleksandr Kapliyenko  |
| -  | Bielorussia (bandiera) | D     | Maksim Volodko        |
| -  | Russia (bandiera)      | D     | Soslan Takazov        |
| -  | Russia (bandiera)      | D     | Aleksey Rybin         |
| -  | Russia (bandiera)      | D     | Aleksandr Golovnya    |
| -  | Russia (bandiera)      | D     | Nikita Chicherin      |
| -  | Russia (bandiera)      | D     | Adessoye Oyewole      |
| -  | Lussemburgo (bandiera) | C     | Sebastien Thill       |
| -  | Russia (bandiera)      | C     | Valeriy Chuperka      |
| -  | Uzbekistan (bandiera)  | C     | Jasurbek Jaloliddinov |
| -  | Russia (bandiera)      | C     | Pavel Karasev         |
| -  | Russia (bandiera)      | C     | Guram Tetrashvili     |
| -  | Ghana (bandiera)       | C     | Mohammed Rabiu        |
| -  | Russia (bandiera)      | A     | German Onugkha        |
| -  | Russia (bandiera)      | A     | Mikhail Kostyukov     |
| -  | Russia (bandiera)      | A     | Anton Kilin           |
| -  | Russia (bandiera)      | A     | Vladimir Obukhov      |
| -  | Russia (bandiera)      | A     | Kirill Panchenko      |
| -  | Ucraina (bandiera)     | A     | Vitaliy Balashov      |
| -  | Armenia (bandiera)     | A     | Aleksandr Karapetyan  |
| -  | Russia (bandiera)      | A     | Dmitri Merenchukov    |

## Risultati

### Campionato
| Arbitro: | Stanislav Vasiljev |

|  |           |                  |
|  | Marcatori | 21’ Pavel Mamaev |

| Arbitro: | Vladimir Moskalev |

|                                         |           |                          |
| Konstantin Kuchaev 29’ Ilya Shkurin 55’ | Marcatori | 42’ Aleksandr Karapetyan |

| Arbitro: | Mikhail Vilkov |

|                      |           |  |
| Valeriy Chuperka 14’ | Marcatori |  |

| Arbitro: | Igor Panin |

|                                                                       |           |                      |
| Douglas Santos 41’ Malcom 47’ Aleksandr Erokhin 68’ Sardar Azmoun 74’ | Marcatori | 85’ Kirill Panchenko |

| Arbitro: | Aleksey Matyunin |

|  |           |                        |
|  | Marcatori | 90'+1’ Christian Noboa |

| Arbitro: | Vitali Meshkov |

|                                                  |           |                                            |
| Djordje Despotovic 45'+2’ Djordje Despotovic 90’ | Marcatori | 15’ Aleksandr Karapetyan 84’ Pavel Karasev |

| Arbitro: | Kirill Levnikov |

|                                              |           |  |
| Aleksey Gritsaenko 42’ Mikhail Kostyukov 79’ | Marcatori |  |

| Arbitro: | Evgeni Turbin |

|                 |           |  |
| Fedor Smolov 7’ | Marcatori |  |

| Arbitro: | Igor Panin |

|  |           |                                   |
|  | Marcatori | 75’ Ayrton Lucas 84’ Ayrton Lucas |

| Arbitro: | Vladislav Bezborodov |

|                             |           |                     |
| Valeriy Chuperka 87’ (rig.) | Marcatori | 43’ Mohammed Kadiri |

| Arbitro: | Vasili Kazartsev |

|  |           |                                             |
|  | Marcatori | 57’ Aleksandr Karapetyan 82’ German Onugkha |

| Ekaterinburg 25 ottobre 2020, ore 12:00 12ª giornata | Ural            | 0 – 0 referto | Tambov | Stadio Centrale (3.427 spett.)\| Arbitro: \| Evgeni Kukulyak \| |
| Arbitro:                                             | Evgeni Kukulyak |               |        |                                                                 |

| Arbitro: | Sergey Karasev |

|                           |           |                                                     |
| German Onugkha 64’ (rig.) | Marcatori | 8’ Daniil Lesovoy 90'+3’ (rig.) Nikolay Komlichenko |

| Arbitro: | Sergej Ivanov |

|  |           |                    |
|  | Marcatori | 87’ Artem Timofeev |

| Arbitro: | Sergey Lapochkin |

|                  |           |  |
| Rémy Cabella 17’ | Marcatori |  |

| Arbitro: | Aleksey Matyunin |

|                                                                                            |           |  |
| Timur Zhamaletdinov 10’ Vladislav Kamilov 45'+1’ Timur Zhamaletdinov 54’ Filip Mrzljak 79’ | Marcatori |  |

| Arbitro: | Stanislav Vasiljev |

|                                                                                                 |           |                    |
| Jordan Larsson 27’ Ezequiel Ponce 61’ Jordan Larsson 83’ Samuel Gigot 87’ Ezequiel Ponce 90'+2’ | Marcatori | 65’ German Onugkha |

| Arbitro: | Kirill Levnikov |

|  |           |                      |
|  | Marcatori | 20’ Ilya Samoshnikov |

| Arbitro: | Sergej Ivanov |

|                       |           |                     |
| German Onugkha 45'+1’ | Marcatori | 29’ Othman El Kabir |

| Arbitro: | Ivan Sidenkov |

|                    |           |                                                                  |
| Artem Arkhipov 41’ | Marcatori | 54’ (aut.) Zurab Gigashvili 58’ Andrés Ponce 71’ Nikolay Kipiani |

| Arbitro: | Evgeni Kukulyak |

|                                              |           |  |
| Vyacheslav Grulev 38’ Nikola Moro 90’ (rig.) | Marcatori |  |

| Arbitro: | Pavel Shadykhanov |

|  |           |                                                                                     |
|  | Marcatori | 27’ Rémy Cabella 68’ Yuriy Gazinskiy 75’ Kristoffer Olsson 88’ (rig.) Aleksey Ionov |

| Arbitro: | Artem Lyubimov |

| |           |  |
| Anton Zabolotnyi 45'+2’ Sergey Terekhov 55’ Aleksandr Rudenko 74’ Anton Zabolotnyi 80’ Maksim Barsov 90’ | Marcatori |  |

| Arbitro: | Vitali Meshkov |

|                           |           |                                                    |
| Artem Arkhipov 16’ (rig.) | Marcatori | 26’ (rig.) Nikola Vlasic 52’ (rig.) Salomón Rondón |

| Arbitro: | Vladislav Bezborodov |

|                     |           |  |
| Denis Glushakov 59’ | Marcatori |  |

| Arbitro: | Evgeni Kukulyak |

|                                                                                       |           |  |
| Robert Bauer 11’ (rig.) Evgeniy Lutsenko 25’ Sergey Tkachev 64’ Daniil Khlusevich 66’ | Marcatori |  |

| Arbitro: | Pavel Shadykhanov |

|                                    |           |                                                                                              |
| Azer Aliev 45'+2’ Denis Kaykov 78’ | Marcatori | 40’ Grzegorz Krychowiak 47’ Fedor Smolov 60’ Grzegorz Krychowiak 74’ Murilo 79’ Maciej Rybus |

| Arbitro: | Igor Panin |

|                                      |           |  |
| Dmitri Poloz 70’ Kento Hashimoto 78’ | Marcatori |  |

| Arbitro: | Aleksey Matyunin |

|                                                          |           |                    |
| Evgeniy Kharin 15’ Artem Polyarus 18’ Vladimir Iljin 80’ | Marcatori | 63’ Artem Arkhipov |

| Arbitro: | Anton Frolov |

|                   |           |                                                                                                  |
| Kirill Klimov 45’ | Marcatori | 11’ Artem Dzyuba 55’ Artem Dzyuba 72’ Artem Dzyuba 74’ Artem Dzyuba 90'+3’ (aut.) Farkhod Vasiev |

### Kubok Rossii
| Arbitro: | Sergey Kostevich |

|                                   |           |                                         |
| Aleksandr Krendelev 90'+4’ (rig.) | Marcatori | 22’ German Onugkha 81’ Kirill Panchenko |

| Arbitro: | Ivan Sidenkov |

|  |           |                                       |
|  | Marcatori | 11’ German Onugkha 85’ Soslan Takazov |

| Arbitro: | Vladislav Bezborodov |

|                                                              |           |  |
| Pablo 27’ François Kamano 58’ Grzegorz Krychowiak 82’ (rig.) | Marcatori |  |